# Adapsilia longina
Adapsilia longina är en tvåvingeart som beskrevs av Friedrich Georg Hendel 1914. Adapsilia longina ingår i släktet Adapsilia och familjen Pyrgotidae.
Artens utbredningsområde är Tanzania. Inga underarter finns listade i Catalogue of Life.